# Vláda Edvarda Beneše
Vláda Edvarda Beneše existovala od 26. září 1921 do 7. října 1922. Byla jednou z vlád tzv. všenárodní koalice, jednalo se v pořadí o 5. československou vládu období první republiky.

## Ustavení vlády
Prezident Tomáš Garrigue Masaryk jmenoval novou vládu namísto první vlády Jana Černého dne 26. září 1921. Edvard Beneš pak 18. října 1921 předstoupil s programovým prohlášením vlády před poslaneckou sněmovnu, která je schválila 21. října 1921.
Vláda měla mít status tzv. poloúřednického kabinetu. Neměla být příliš silná, protože měla být povolným nástrojem Pětky (mimoústavní orgán, který se skládal z představitelů pěti nejsilnějších politických stran a měl silnou tendenci zasahovat do politiky vlády). Direktivy Pětky však pro Beneše nebyly tolik zavazující, jako například pro jeho předchůdce Jana Černého v jeho úřednické vládě.

## Demise
Během roku 1922 začalo být stále jasné, že Beneš nemůže současně zastávat jak funkci premiéra, tak i ministra zahraničí. Diplomatické povinnosti ho často odváděly ze země a vláda potřebovala, aby byl premiér přítomen na jejích zasedáních. Nakonec bylo dohodnuto, že poloúřednickou vládu vystřídá kabinet parlamentní, v jehož řadách zasednou všichni představitelé Pětky. Premiérem byl pak po dohodě politických stran jmenován Antonín Švehla.

## Složení vlády
| Strana                                                  | Strana                                                                                                | Portfej                              | Ministr          | Nástup do úřadu | Odchod z úřadu |
| ------------------------------------------------------- | --- | ------------------------------------ | ---------------- | --------------- | -------------- |
|                                                         | Nestraničtí ministři                                                                                  | Ministerský předseda                 | Edvard Beneš     | 26. září 1921   | 7. října 1922  |
| Ministr zahraničních věcí                               | Nestraničtí ministři                                                                                  |                                      | Edvard Beneš     | 26. září 1921   | 7. října 1922  |
| Ministr vnitra                                          | Nestraničtí ministři                                                                                  | Jan Černý                            | 26. září 1921    | 7. října 1922   |                |
| Ministr financí                                         | Nestraničtí ministři                                                                                  | Augustin Novák                       | 26. září 1921    | 7. října 1922   |                |
| Ministr pro správu Slovenska                            | Nestraničtí ministři                                                                                  | Martin Mičura                        | 26. září 1921    | 7. října 1922   |                |
|                                                         | Československá sociálně demokratická strana dělnická                                                  | Ministr sociální péče                | Gustav Habrman   | 26. září 1921   | 7. října 1922  |
| Ministr pošt a telegrafů                                | Československá sociálně demokratická strana dělnická                                                  | Antonín Srba                         | 26. září 1921    | 7. října 1922   |                |
| Ministr unifikací                                       | Československá sociálně demokratická strana dělnická                                                  | Ivan Dérer                           | 26. září 1921    | 7. října 1922   |                |
| Ministr pro zásobování lidu                             | Československá sociálně demokratická strana dělnická                                                  | Antonín Srba (správce)               | 26. září 1921    | 7. října 1922   |                |
|                                                         | Československá strana lidová                                                                          | Ministr spravedlnosti                | Josef Dolanský   | 26. září 1921   | 7. října 1922  |
| Ministr železnic                                        | Československá strana lidová                                                                          | Jan Šrámek                           | 26. září 1921    | 7. října 1922   |                |
|                                                         | Československá strana socialistická                                                                   | Ministr veřejných prací              | Alois Tučný      | 26. září 1921   | 7. října 1922  |
| Ministr veřejného zdravotnictví a tělesné výchovy       | Československá strana socialistická                                                                   | Bohuslav Vrbenský                    | 26. září 1921    | 7. října 1922   |                |
|                                                         | Československá národní demokracie                                                                     | Ministr průmyslu, obchodu a živností | Ladislav Novák   | 26. září 1921   | 7. října 1922  |
| Ministr pro zahraniční obchod (úřad zrušen 19. 1. 1922) | Československá národní demokracie                                                                     |                                      | Ladislav Novák   | 26. září 1921   | 7. října 1922  |
|                                                         | Republikánská strana zemědělského a malorolnického lidu                                               | Ministr národní obrany               | František Udržal | 26. září 1921   | 7. října 1922  |
| Ministr zemědělství                                     | Republikánská strana zemědělského a malorolnického lidu                                               | František Staněk                     | 26. září 1921    | 7. října 1922   |                |
|                                                         | Slovenská národní a rolnická strana (od 1922 Republikánská strana zemědělského a malorolnického lidu) | Ministr školství a národní osvěty    | Vavro Šrobár     | 26. září 1921   | 7. října 1922  |